# Планковская эпоха
Пла́нковская эпо́ха — в физической космологии, самая ранняя эпоха в истории наблюдаемой нами Вселенной, о которой существуют какие-либо теоретические предположения. Она продолжалась в течение планковского времени от нуля до 10−43 секунд. В эту эпоху, примерно 13,8 млрд лет назад, вещество Вселенной имело планковскую энергию (1019 ГэВ), планковский радиус (10−35 м), планковскую температуру (1032 К) и планковскую плотность (~1097 кг/м³).
Считается, что благодаря исключительно малым размерам Вселенной квантовые эффекты гравитации преобладали над физическими взаимодействиями, а силы гравитации были сопоставимы по величине с другими фундаментальными взаимодействиями и все силы могли быть объединены. Вследствие невероятно высокой температуры и плотности вещества Вселенной, это состояние было неустойчивым, и в процессе развития, известного как нарушение симметрии, возникли привычные нам проявления фундаментальных сил, в частности, гравитационное взаимодействие отделилось от остальных фундаментальных взаимодействий.
Современная космология полагает, что по окончании Планковской эпохи началась вторая фаза развития Вселенной — Эпоха Великого объединения, а затем нарушение симметрии быстро привело к эпохе космической инфляции, в течение которой Вселенная за короткий период очень сильно увеличилась в размерах.

## Теоретические основы
Поскольку в настоящее время не существует общепринятой теории, позволяющей комбинировать квантовую механику и релятивистскую гравитацию, современная наука не может описать события, происходящие за время, меньшее, чем планковское время, и на расстояниях меньше планковской длины (примерно 1,616×10−35 м — расстояние, которое проходит свет за планковское время).
Без понимания квантовой гравитации — теории, объединяющей квантовую механику и релятивистскую гравитацию, — физика Планковской эпохи остается неясной. Принципы, лежавшие в основе единства фундаментальных взаимодействий, а также причины и течение процесса их разделения до сих пор малоизучены.
Три из четырёх сил были успешно описаны в рамках единой теории, но проблема описания гравитации до сих пор не решена. Если не учитывать квантовые гравитационные эффекты, то получается, что Вселенная началась с сингулярности с бесконечной плотностью; учёт этих эффектов позволяет прийти к другим выводам.
Среди наиболее проработанных и перспективных кандидатов на объединяющую теорию — теория струн и петлевой квантовой гравитации. Кроме того, ведется активная работа по некоммутативной геометрии и другим областям, позволяющим описать процессы зарождения Вселенной.

## Экспериментальные исследования
Экспериментальные данные, позволяющие обосновать предположения о Планковской эпохе, до недавнего времени практически отсутствовали, но последние результаты, полученные зондом WMAP, позволили ученым проверить гипотезы о первой 10−12 секунде существования Вселенной (хотя реликтовое излучение, которое регистрировал WMAP, возникло, когда Вселенной было уже несколько сотен тысяч лет). Несмотря на то, что этот временной интервал по-прежнему на много порядков больше, чем Планковское время, в настоящее время продолжаются эксперименты (включая проект «Планк»), имеющие многообещающие результаты, которые позволят отодвинуть границу «изученного» времени ближе к моменту возникновения Вселенной и, возможно, дадут сведения о Планковской эпохе.
Кроме того, некоторое понимание процессов в ранней Вселенной дают данные с ускорителей частиц. Например, эксперименты в релятивистском коллайдере тяжелых ионов (RHIC) позволили определить, что кварк-глюонная плазма (одно из ранних состояний материи) ведет себя скорее как жидкость, чем как газ. На Большом адронном коллайдере возможно исследовать ещё более ранние состояния материи, однако в настоящее время нет ни существующих, ни планируемых ускорителей, которые позволят получить энергии порядка Планковской энергии (около 1,22×1019 ГэВ).